# Torrent de Ferrús
El Torrent de Ferrús  és un afluent per l'esquerra de l'Aigua de Llinars que neix i transcorre tot pel terme municipal de Fígols (Berguedà).

## Descripció
Neix a 2.213 msnm a la carena de la Serra d'Ensija, a la collada que s'obre entre el Cap de la Gallina Pelada i la Creu de Ferro i des d'on s'escola pel vessant sud-oest de l'esmentada serra tot passant allevant de l'antiga masia del Ferrús per anar a desguassar a l'Aigua de Llinars a 1.498 msnm.
Excepte els últims 400 metres del seu curs, la resta està integrada en el Pla d'Espais d'Interès Natural (PEIN) de la Generalitat de Catalunya i més concretament en l'espai Serra d'Ensija - Els Rasos de Peguera

## Xarxa hidrogràfica
La xarxa hidrogràfica del Torrent de Ferrús està integrada per un total de 5 cursos fluvials. D'aquests, 3 són subsidiaris de 1r nivell i 1 ho és de 2n nivell.
La totalitat de la xarxa suma una longitud de 4.958 m que transcorren íntegrament pel terme municipal de Fígols.

## Mapa del seu curs
- Mapa de l'ICC